# Cratypedes neglectus
Cratypedes neglectus är en insektsart som först beskrevs av Thomas, C. 1870.  Cratypedes neglectus ingår i släktet Cratypedes och familjen gräshoppor. Inga underarter finns listade i Catalogue of Life.

## Bildgalleri

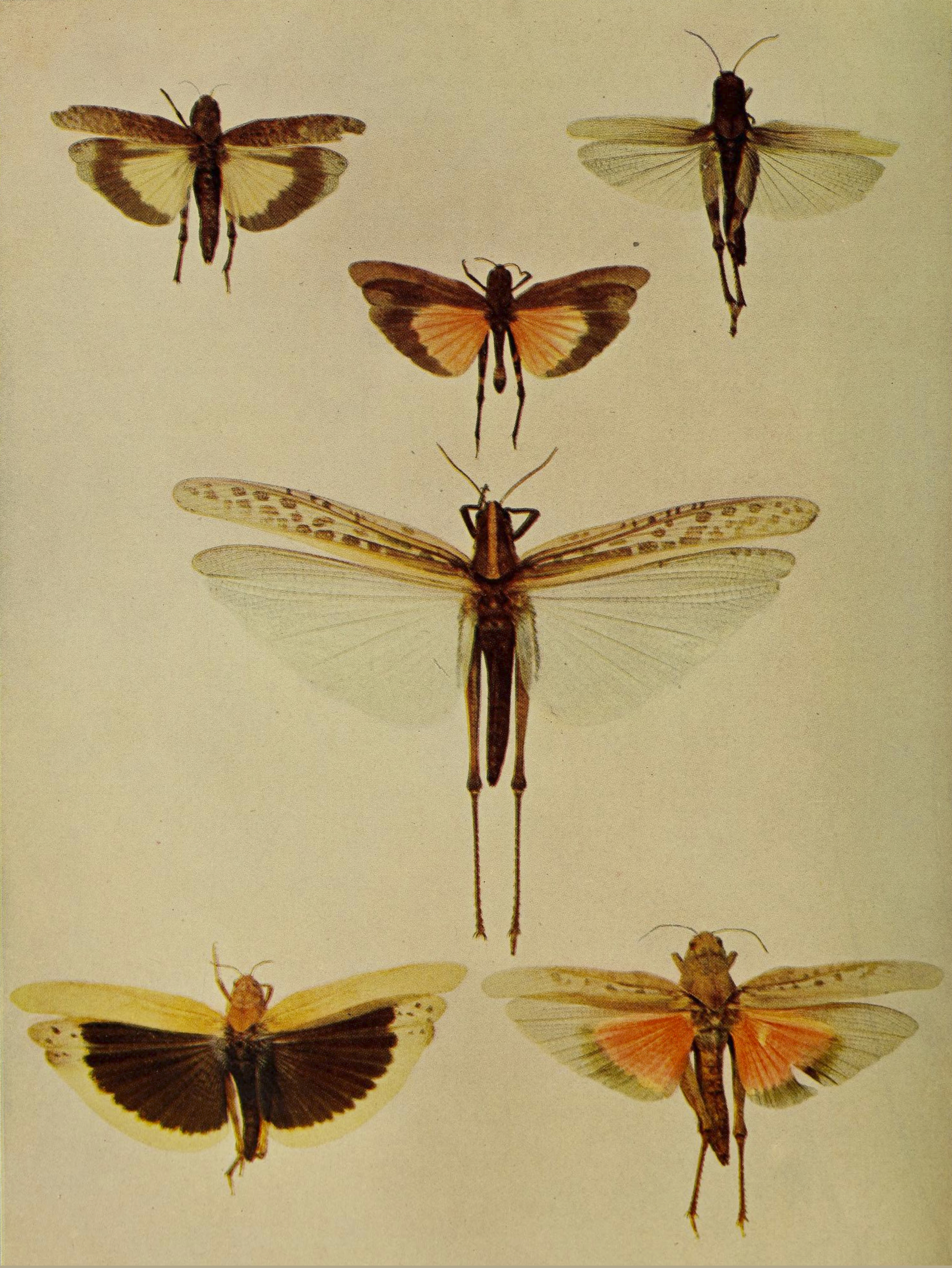